# Konrad Groß

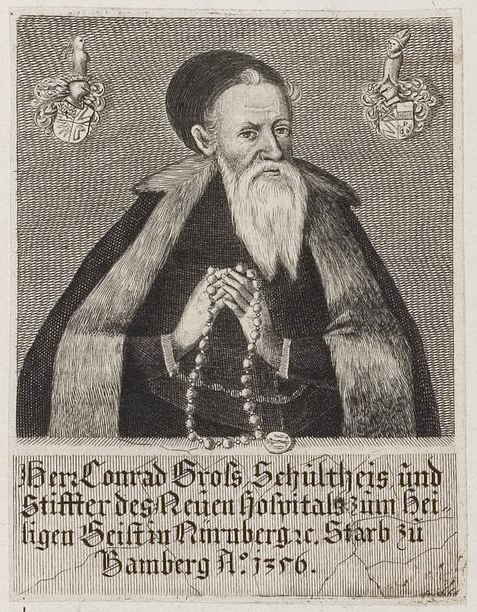
Konrad Groß

Der reiche Konrad I. Groß (* ~1280; † 10. Mai 1356 in Bamberg) war der bekannteste Vertreter der Nürnberger Ratsfamilie Groß. Berühmt wurde er vor allem für seine exorbitanten Seelgerätstiftungen, allen voran die des Heilig-Geist-Spitals in Nürnberg. Er war der erste Nürnberger Bürger, dessen Lebensweg sich aus den Quellen halbwegs geschlossen rekonstruieren lässt.

## Leben und Reichtum
Konrad Groß wurde um 1280 in Nürnberg als Sohn von Heinrich Groß (genannt Heinz der Reiche, ca. 1250–1314/17) aus der Nürnberger Ratsfamilie Groß und der Sophie von Vestenberg  geboren. In der ersten Hälfte des 14. Jahrhunderts gehörte Konrad Groß zu den sehr reichen Unternehmern der Reichsstadt Nürnberg. Er war verheiratet mit Agnes Zollner († 1342) aus Bamberg und hatte vier Söhne und drei Töchter. Sein jüngerer Halbbruder war Philipp Groß (um 1290–nach 1355), der Stadtbaumeister von Nürnberg und Architekt des gotischen Saalbaues des Alten Rathauses.
In und um Nürnberg hatte Groß weitläufige Besitzungen, so den Plobenhof südlich der später errichteten Frauenkirche und die Herrensitze Simonshofen und Dehnberg. Er diente unter anderem als Finanzier des Bischofs von Bamberg und Kaiser Ludwigs des Bayern, zu dem er enge Beziehungen unterhielt. Von ihm erwarb er auch 1339 das Reichsschultheißenamt in Nürnberg mit Zoll und Münzrecht, das ihn „über Rat und Bürgerschaft erhob[en]“ hat.

## Seelgerätstiftungen
Einen Großteil seines Vermögens wendete Konrad Groß für Seelgerätstiftungen auf, was ihn in Konflikt mit seinen Söhnen brachte, die sich als seine Geschäftspartner um ihr Erbe gebracht sahen. Motiv für die reichen Stiftungen mag unter anderem die kirchliche Missbilligung der von ihm auch getätigten Geldgeschäfte gewesen sein. Neben dem Heilig-Geist-Spital war Konrad Groß unter anderem beteiligt an der Gründung des Zisterzienserinnenklosters Himmelthron durch Kunigunde von Orlamünde (1343), einer Spitalstiftung der Kitzinger Benediktinerinnen (1344) und der Einsiedelei Pillenreuth mit Ludwig dem Bayern (1345).

## Stiftung des Heilig-Geist-Spitals

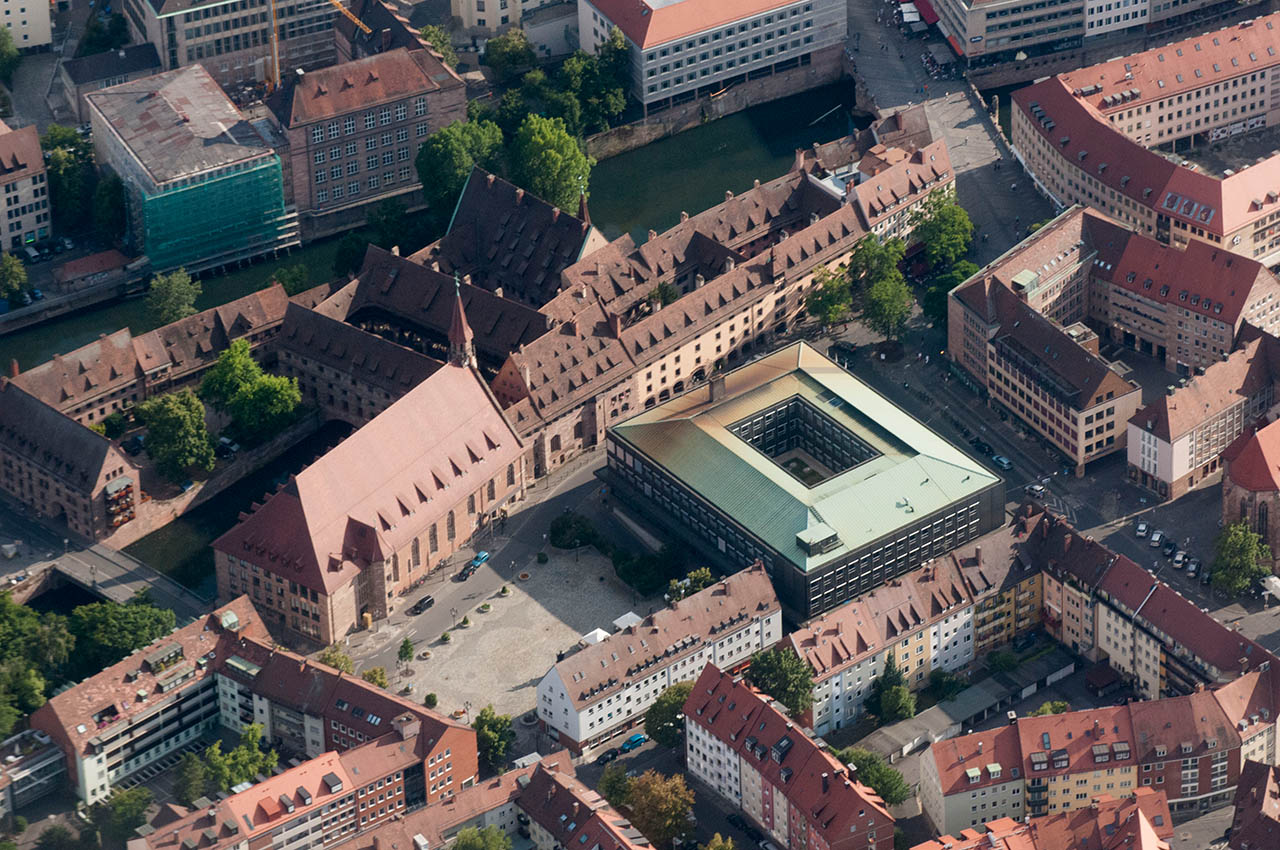
Heilig-Geist-Spital

Die Stiftung des Heilig-Geist-Spitals durch Konrad Groß 1331/1339 gilt als eine der größten und wertvollsten Seelgerätstiftungen überhaupt. Das Heilig-Geist-Spital bot zunächst Platz für 128 Sieche und 72 Pfründner (Rentner) und wurde nach Konrad Groß’ Tod bereits im Mittelalter mehrfach durch Zustiftungen erweitert. Die überformatige Stiftungsurkunde vom 13. Januar 1339 gibt Auskunft über die Motive der Stiftung: „Wie heilsam ist doch die Unterstützung der Armen, die, während sie bemüht ist, dem Nächsten in seinem augenblicklichen Unglück zu helfen, sich die Errettung vom ewigen Unglück verdient“. So steht keinesfalls selbstlose Nächstenliebe im Fokus des Stifterwillens, sondern vielmehr die Sorge um das Heil „seiner eigenen Seele, und der seiner Eltern, Freunde und Wohltäter“. Durch die Einrichtung zahlreicher Ewigmessen in der Spitalkirche sollte dieses Seelenheil gewährleistet werden.

## Tischgrab des Konrad Groß

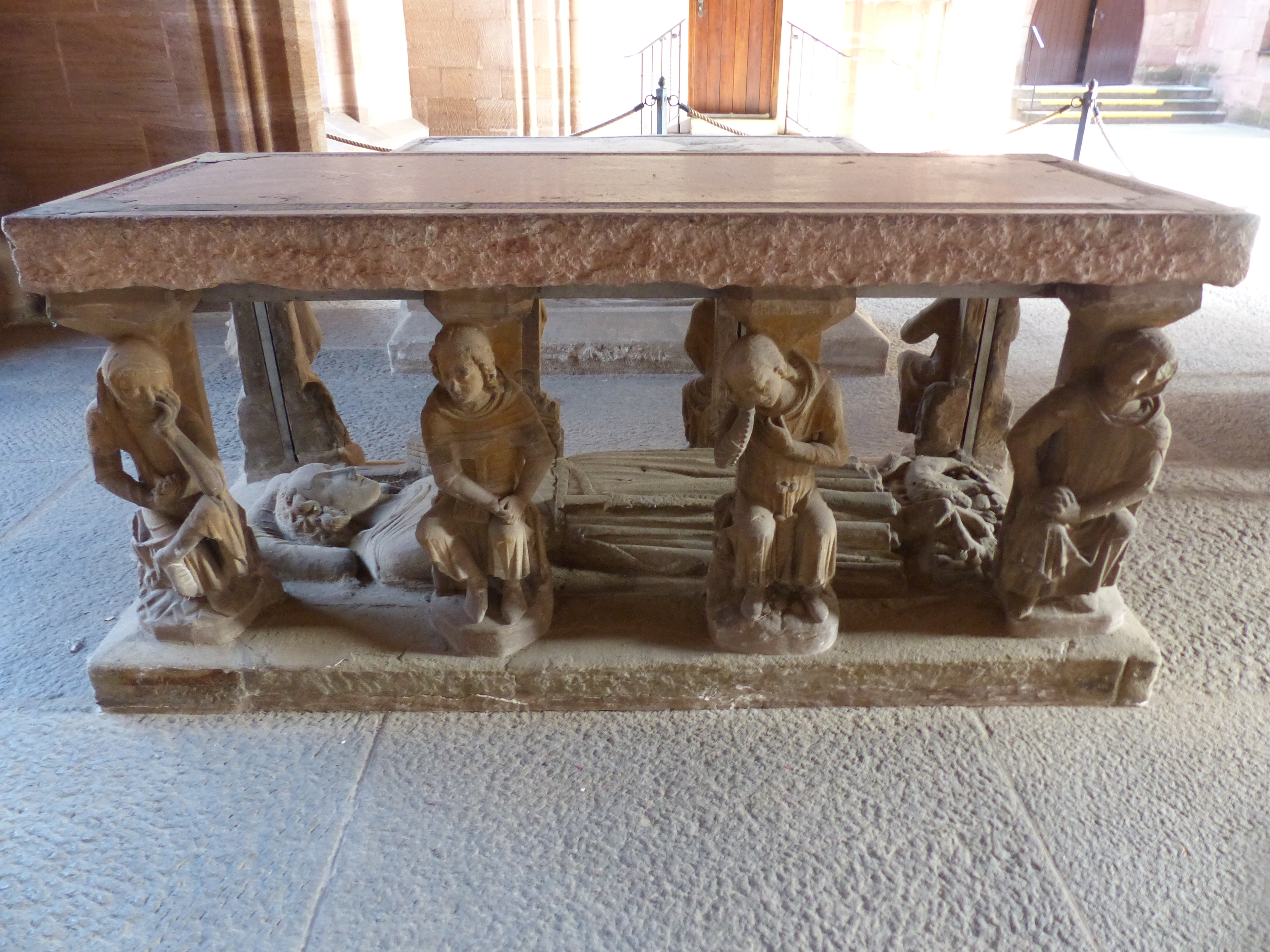
Tischgrab des Konrad Groß im Heilig-Geist-Spital, Nürnberg

Konrad Groß starb 1356 in Bamberg und wurde in der ebenfalls in der Stiftung enthaltenen, im Zweiten Weltkrieg vollständig zerstörten, Kirche des Heilig-Geist-Spitals beigesetzt. Sein kunsthistorisch bedeutendes Grabmal befand sich ursprünglich im Chor der Kirche, ist heute aber neben dem Grabmal des Herdegen Valzner im Kreuzigungshof des Spitals aufgestellt. Das Tischgrab wird der Werkstatt der Lorenzer Westfassade zugeschrieben und zeugt von dem Repräsentationswillen eines Nürnberger Bürgers. Acht Trauerfiguren (sogenannte Pleurants) in zeitgenössisch hochmoderner Gewandung scharen sich hockend um die Liegefigur des Verstorbenen mit dem Modell der gestifteten Kirche und tragen zugleich die (erneuerte) Deckplatte aus kostbarem Rotmarmor.